# Toledo (provincie)
Toledo is een provincie van Spanje en maakt deel uit van de regio Castilië-La Mancha. De provincie heeft een oppervlakte van 15.370 km². De provincie telde 710.400 inwoners in 2021 verdeeld over 204 gemeenten.
Hoofdstad van de provincie is Toledo.

## Bestuurlijke indeling
De provincie Toledo bestaat uit 10 comarca's die op hun beurt uit gemeenten bestaan. De comarca's van Toledo zijn:
- Campana de Oropesa
- La Jara
- La Mancha de Toledo
- Mesa de Ocaña
- La Sagra
- Montes de Toledo
- Sierra de San Vicente
- Talavera
- Toledo
- Torrijos

Zie voor de gemeenten in Toledo de lijst van gemeenten in provincie Toledo.

## Demografische ontwikkeling
Bron: INE
Opm: Bevolkingscijfers in duizendtallen
Albacete · Ciudad Real · Cuenca · Guadalajara · Toledo